# Hamburg International
Hamburg International Luftverkehrs GmbH fu una compagnia aerea con sede ad Amburgo, in Germania; effettuò servizi di charter per alcuni tour operator europei dall'Aeroporto di Amburgo.

## Storia
La compagnia fu fondata nel luglio 1998 e iniziò l'attività il 26 aprile 1999. Il 19 dicembre 2010 la società sospendeva tutte le attività, avendo già dichiarato il proprio stato di insolvenza. La società aveva mostrato, soprattutto negli ultimi anni, difficoltà organizzative a fronte di richieste di trasporto impellenti ed esuberanti in termini quantitativi.
Inoltre non erano sfuggite agli occhi indagatori di alcuni esperti di trasporto aereo un paio di iniziative che essi stessi non avevano esitato a definire "balzane": un Boeing 737 dipinto con vistose scritte "Curaçao International" (Antille?) ed il malriuscito tentativo di impiantare un'affiliata in Cile tra il 2000 e il 2001.

## Flotta

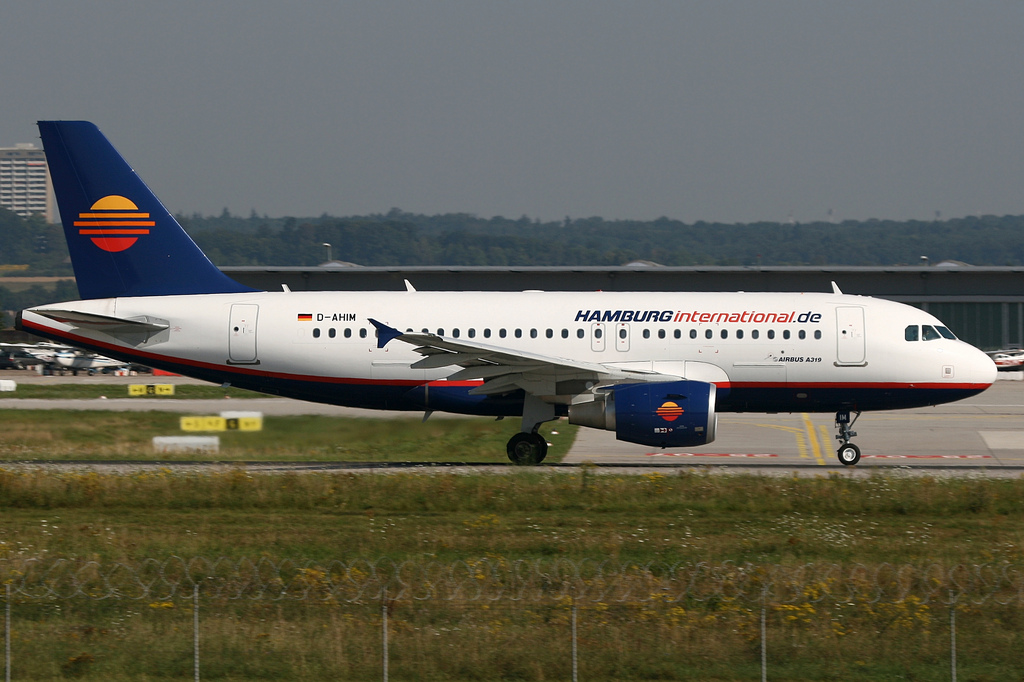
Uno degli Airbus A319 della società

La flotta Hamburg International comprendeva i seguenti aeromobili:
- 8 Airbus A319 (+2 ordinati)
- 1 Boeing 737-700

Nel febbraio 2010 l'età media della flotta era di 2,4 anni.